# Luca Maria Patella
Luca Maria Patella (1934, Řím – 25. srpna 2023, tamtéž) byl italský fotograf, malíř, grafik a filmař.

## Životopis
Od 60. let působil v širokém spektru experimentálních výzkumů. Patřil mezi první umělce, kteří experimentovali s multimédii: od grafiky po fotografii (profesionální a invenční), od umělecké knihy po „film-operu“ a video, po použití gest a těla při představeních, od psychoanalytického vyšetřování po interdisciplinární analýzu mezi uměním a vědou (několik let žil v zahraničí, studoval strukturní elektronickou chemii). Působil také jako režisér a vědec (esej, román, poezie). Jeho používání verbálního jazyka ve všech jeho výrazových možnostech, někdy až na fonémy, ukazuje na složitost více významů. Byl jedním z prvních evropských umělců, kteří na výstavě využil diapozitivy, aby sestávala z „akce“ nebo „demonstrace“ v „didaktickém“ klíči (s verbálně-vizuální projekcí). Předvídal intuice mezi land artem, „behavioralismem“ a konceptualismem, přičemž zůstal „totálním“  umělcem, autonomním, zcela partikulárním a nekatalogizovatelným („Patella rassemble à Patella / Declaration Noètica“, 2015).
Luca Maria Patella zemřel 25. srpna 2023, bylo mu 89 let.

## Díla
- "Luca Maria Patella: Jacques le fataliste, Denis Diderot, jako autoEncyklopédie", Il Grifo ed., 1984
- "LMP: Jsem tady (dobrodružství a kultura)", (1970), La Nuova Foglio ed., Macerata, 1975
- "LMP: Voyage through Luca Patella", ICC ed., Antwerpen, [1965] -1976
- "LMP: Speciální atlas", Martano ed., Turín, 1978
- "LMP: Fotografie Luca Patella", Mantua, 1978
- "LMP: DAN, DEN, PIR, DUCH", Ravenna, 1980
- "LMP: DEN & DUCH dis-enameled", Muhka ed., Antwerpen, 1990 (a Řím, 1988)
- "LMP: indikace pro Antologica / Ontologica", Jandi Sapi ed., Řím, Milán, 1993
- "LMP: Fotografie Alfa della Zeta", Scheiwiller ed., Milán, 2004
- "LMP: Vi aggio in Luca (Voy âge en Luc), železniční román" (1974), Morra ed., Neapol, 2003
- "LMP: Patella ressemble à Patella", ve stejnojmenném antologickém katalogu, Morra ed., Neapol, 2007
- "LMP: Noetická deklarace", v Life Station, román, Morra ed., Neapol, 2014

## Hlavní samostatné výstavy
- 1966, divadlo Belsiana, Řím
- 1968, 1969, 1974, gal. podkroví, Řím
- 1971 „The Talking Walls“, galerie Apolinář, Milan
- 1972, 1973, 1987 Mezinárodní umělecká setkání, Řím
- 1976 ICC (Anthological), Antverpy
- 1977 ČSAC, Parma
- 1990 MUHKA (Antologica), Antverpy
- 2007 Castel S. Elmo (Antologica), Neapol
- 2009 Auditorium-Art, Řím
- 2010, 2011 „Sphere for Loving“, GNAM, Řím
- 2015, "Animated Projective Environments", MACRO, Řím

## Filmografie a videografie
- 1967, Terra Animata, 16 nebo 35 mm.
- 1967, Materiál pro chůzi, 16 mm.
- 1968, SKMP2, 16 nebo 35 mm.
- 1969, Vidím, jdu!, 35 mm. („Stříbrná Osella“, Benátky)
- 1969, Sfere per Amare, l'Attico, Řím (a digitální verze, GNAM, Řím, 2010)
- 1974, 1975 Fading Grammar, video
- 1974, Úřední věstník Lucy Patella, video
- 1975, Luca-Luce, barevné video (s Lea Vergine )
- 1976, Cesta k Lukovi (Antverpy), video

(Filmy byly restaurovala Cineteca Nazionale di Roma, videa University of Dundee)

## Luca Maria Patella ve sbírkách
- Městské muzeum Amsterdam, Amsterdam (také online)
- Francouzská národní knihovna, Paříž
- Fondation Matta-Clarck, Antverpy
- Muzeum moderního umění, New York
- Národní galerie moderního umění, Řím
- MACRO, Řím
- Národní kinotéka, Řím
- Calcografia Nazionale, Řím
- Museo-Scriptorium, Neapol
- Palazzetto Venezia, Řím
- Kolekce Farnesina, Řím
- Dundee University Museum
- Mairie de la Ville de Bruxelles
- Salerniana, Trapani